# Test des juges compétents
Dans la philosophie utilitariste de John Stuart Mill, le test des juges compétents est le moyen par lequel on peut déterminer lequel de deux plaisirs en apparence équivalents est le meilleur. 

## Présentation
Afin de déterminer quels plaisirs sont en effet meilleurs à l'échelle de l'utilité qu'un autre plaisir, Mill propose une sorte de test expérimental, le test des juges compétents, par lequel il fait valoir que
la seule personne capable de déterminer si un plaisir est meilleur qu'un autre est quelqu'un qui a déjà expérimenté les deux plaisirs. Si la majorité de ces juges compétents préfèrent un plaisir à un autre, alors comme une sorte de démocratie du bonheur, le plaisir qui a le plus d'utilité est celui qui doit être privilégié.

## Distinction avec l'approche de Bentham
Mill avait entre autres comme objectif d'améliorer la doctrine utilitariste de Jeremy Bentham. Dans la doctrine de Bentham, il n'existe pas de test des juges compétents, la seule chose que l'on peut faire est d'essayer de quantifier les plaisirs, mais Bentham ne fournit pas de solution claire lorsque deux plaisirs sont en apparence équivalents une fois qu'ils ont été quantifiés. En ayant recours à des experts qui ont déjà fait l'expérience des deux plaisirs, Mill tente de résoudre ce problème interne à la doctrine utilitariste.  